# Antifona
Antifona (grško: αντιφονεω = nasproti+zvok = »odgovarjam«) je kratek napev.
Tak napev je bil v uporabi od 4. stoletja dalje v zgodnjem krščanskem bogoslužju pri antifonijskem petju psalmov. Izvajan je bil pred in po vsakem stihu psalma. Do današnjega časa se je antifona ohranila samo kot uvodna in končna pesem psalma. Melodija je enostavna, vanjo so silabično vtkana besedila, ki so navadno vzeta iz Svetega pisma in so vsebinsko povezana s psalmom. V zbirkah gregorijanskega korala, ki so se ohranile do danes, lahko najdemo okrog 1000 primerov antifon, razdelimo pa jih na 40 različnih vrst.
Poleg psalmskih antifon poznamo še:
- psevdoantifone:
  - Alma redemptoris mater
  - Ave regina coelorum
  - Regina coeli laetare
  - Salve regina
- mašne antifone:
  - communio (antiphona ad communionem)
  - introit (antiphona ad introitum)
  - ofertorij (antiphona ad offertorium)
- Magnificat
- Benedictus

...
Zbirko antifon imenujemo antifonarij. Milanski škof Ambrozij je leta 386 prvi  zbral napeve, primerne za antifonalno petje. Napeve, ki jih je leta 590 zbral papež Gregor Veliki, pa rimskokatoliška cerkev v liturgiji uporablja še danes.
Skladatelji 19. in 20. stoletja so antifono uporabljali tudi v širšem glasbenem in ne le verskem kontekstu.